# Hanayamata
Hanayamata (ハナヤマタ, ,HaNaYaMaTa), que són les inicials dels noms de les protagonistes: Hana, Naru, Yaya, Machi i Tami, és un manga japonès creat per Sou Hamayumiba, publicat en la revista Manga Time Kirara Forward de l'editorial Hōbunsha.
L'estudi Madhouse va realitzar la sèrie d'anime que es va començar a emetre el 7 de juliol de 2014.

## Argument
Naru Sekiya és una noia de 14 anys a qui li agraden els contes de fades, però està preocupada per la seva falta d'altres interessos. Té una trobada casual amb Hana, una noia estrangera que practica una dansa en la nit. En un impuls, Naru li demana d'unir-se a ella i comença a introduir-se al món de la dansa yosakoi.

## Personatges
- Hana N. Fountainstand (ハナ・N・フォンテーンスタンド, Hana Enu Fontēnsutando)

Veu de Minami Tanaka
És una noia nord-americana molt activa que és transferida a la classe de Naru. En un viatge al Japó que va fer quan era més jove es va quedar molt fascinada amb la dansa yosakoi i va decidir mudar-se allà i formar el seu propi club de yosakoi, convidant la Naru a unir-s'hi. Viu amb el seu pare, que es va divorciar de la seva mare i viu als Estats Units. Té una personalitat baronívola i tendeix a ser una mica més atrevida, de vegades ballant en llocs perillosos. La seva flor favorita és l'amsonia.
- Naru Sekiya (関谷 なる, Sekiya Naru)

Veu de Reina Ueda
És una noia de 14 anys que es considera molt normal. A part de la lectura dels contes de fades, no té gaires interessos a part de practicar iaido a casa. No té la confiança per canviar la seva vida rutinària, però al trobar-se amb la Hana i ballar el yosakoi, comença a canviar poc a poc. La seva flor favorita és la sakura.
- Yaya Sasame (笹目 ヤヤ, Sasame Yaya)

Veu de Kaya Okuno
És la millor amiga de la Naru i treballa en una botiga de fideus dels seus pares. És intel·ligent i bonica i és molt popular en la seva escola. Se sent molt unida a la Naru i es posa gelosa quan ella és amable amb d'altres. Al principi, s'uneix de nom al club de yosakoi sense ballar, però després que el seu somni de ser part d'una banda de música es desfà, s'uneix al club de veritat. La seva flor favorita és la rosa.
- Machi Tokiwa (常盤 真智, Tokiwa Machi)

Veu de Manami Numakura
És la presidenta del consell estudiantil, la millor amiga de la Tami, i és la germana menor de la Sally. Mentre que generalment és estricta, té debilitat per les coses dolces, així com per les sol·licituds de Tami. És inicialment hostil cap a la Sally per què va marxar de casa, però aviat comprèn els seus veritables sentiments i s'uneix al club de yosakoi. La seva flor favorita és el gira-sol.
- Tami Nishimikado (西御門 多美, Nishimikado Tami)

Veu de Yuka Ōtsubo
És la vicepresidenta del consell estudiantil de l'escola de Naru. Com els seus pares eren coneguts, ella i la Naru van créixer juntes i la considera una germana petita. Té una gran fixació afectiva amb el seu pare i sovint se l'acusa de tenir complex d'Electra. Havia passat la major part del seu temps a centrar-se en esdevenir una dona japonesa adequada per agradar-li, no obstant això, la Naru l'ajuda a superar les seves preocupacions i unir-se al club de yosakoi. La seva flor favorita és el lliri.
- Sari Tokiwa (常盤 沙里, Tokiwa Sari)

Veu de Megumi Toyoguchi
És la professora d'anglès de la Naru, la Yaya i la Hana, i la germana gran de la Machi. És coneguda com a « Sally-sensei » (professora Sally). Originalment tenia planejat fer-se càrrec de l'hospital dels seus pares però va decidir marxar de casa per fer-se professora. Es converteix en la consellera del club de yosakoi i inicialment hi mostra poc interès, però aviat s'involucra cada cop més, encara que ella es mostra de tant en tant mandrosa i oblidadissa.
- Masaru Ōfuna (大船 勝, Ōfuna Masaru)

Veu de Tsuyoshi Koyama
És un solter de 33 anys que és propietari de la botiga « Yosakoi Masaru ». Tot i tenir una aparença d'un yakuza calb, és molt amable i està disposat a ajudar les noies amb l'aprenentatge del yosakoi.

## El manga
La sèrie original de Sou Hamayumiba es va començar a publicar a la revista Houbunsha's Manga Time Kirara Forward a partir del juny de 2011. L'agost de 2015 el manga ja tenia set tankōbon i actualment es continua publicant.
| # | Títol                         | Publicació             | ISBN                   |
| - | ----------------------------- | ---------------------- | ---------------------- |
| 1 | Hanayamata 01 (ハナヤマタ 01) | 12 de desembre de 2011 | ISBN 978-4-8322-4089-6 |
| 2 | Hanayamata 02 (ハナヤマタ 02) | 12 de juliol de 2012   | ISBN 978-4-8322-4167-1 |
| 3 | Hanayamata 03 (ハナヤマタ 03) | 12 d'abril de 2013     | ISBN 978-4-8322-4285-2 |
| 4 | Hanayamata 04 (ハナヤマタ 04) | 10 de gener de 2014    | ISBN 978-4-8322-4392-7 |
| 5 | Hanayamata 05 (ハナヤマタ 05) | 11 de juliol de 2014   | ISBN 978-4-8322-4461-0 |
| 6 | Hanayamata 06 (ハナヤマタ 06) | 12 de setembre de 2014 | ISBN 978-4-8322-4478-8 |
| 7 | Hanayamata 07 (ハナヤマタ 07) | 11 d'agost de 2015     | ISBN 978-4-8322-4602-7 |

## L'anime
Madhouse va produir la sèrie d'anime que es va estrenar al Japó al 7 de juliol de 2004. L'opening és la cançó « Hana wa Odore ya Irohaniho » (花ハ躍レヤいろはにほ, Ballant entre l'aroma de les flors) de Team Hanayamata (Reina Ueda, Kaya Okuno, Minami Tanaka, Yuka Ōtsubo, i Manami Numakura) mentre que la cançó de l'ending és « Hanayuki » (花雪, Floc de neu) de smileY inc.

### Llista d'episodis
| #  | Títol                                                                 | Data d'emisió al Japó  | Data d'emisió a Catalunya |
| -- | --------------------------------------------------------------------- | ---------------------- | ------------------------- |
| 1  | Vols ballar amb mi? Sharu Wi Dansu? (泣き虫うさぎの華麗なる変身)      | 7 de juliol de 2014    |                           |
| 2  | La gelosia de la rosa Jerashī Rōzu (ジェラシー・ローズ)               | 14 de juliol de 2014   |                           |
| 3  | Girls' Style Gāruzu Sutairu (ガールズ・スタイル)                      | 21 de juliol de 2014   |                           |
| 4  | Princesa Princesa Purinsesu Purinsesu (プリンセス・プリンセス)        | 28 de juliol de 2014   |                           |
| 5  | El primer pas Fāsuto Suteppu (ファースト・ステップ)                   | 4 d'agost de 2014      |                           |
| 6  | Esforç, esforç, esforç! Torai Torai Torai! (トライ・トライ・トライ)   | 11 d'agost de 2014     |                           |
| 7  | La identitat de les noies Gāru Aidentitī (ガール・アイデンティティー) | 18 d'agost de 2014     |                           |
| 8  | Missió Event Misshon Ibento (ミッション・イベント)                    | 25 d'agost de 2014     |                           |
| 9  | Sister Complex Shisutā Konpurekkusu (シスター・コンプレックス)        | 1 de setembre de 2014  |                           |
| 10 | Campament calorós de primavera Onsen Gasshuku (オンセン・ガッシュク)  | 8 de setembre de 2014  |                           |
| 11 | El somriure és una flor Sumairu izu Furawā (スマイル・イズ・フラワー) | 15 de setembre de 2014 |                           |
| 12 | Hanayamata Hanayamata (ハナヤマタ)                                    | 22 de setembre de 2014 |                           |

## Videojoc
Bandai Namco Games ha desenvolupat un joc d'aventures/musical basat en la sèrie, anomenat: Hanayamata: Yosakoi Live! (ハナヤマタ よさこいLIVE！), per a la PlayStation Vita que es va a començar a comercialitzar el 13 de novembre de 2014. El joc també estarà disponible en una edició limitada que contindrà un disc Blu-ray extra i un CD drama.